# Amazona de Tucumán
L'amazona de Tucumán (Amazona tucumana) és un ocell de la família dels psitàcids que habita els boscos de les muntanyes del sud-est de Bolívia i nord de l'Argentina.